# All in Love Is Fair (álbum)
All in Love Is Fair es un álbum de estudio de la cantante estadounidense Nancy Wilson. Fue lanzado en agosto de 1974 por el sello Capitol Records.

## Grabación y contenido
Las sesiones de grabaciones de All in Love Is Fair tuvieron lugar en The Sound Factory, un estudio ubicado en Hollywood, California. Gene Page produjo All in Love Is Fair, mientras que Dave Hassinger y Val Garay se desempeñaron como ingenieros de audio. Una vez completas las sesiones de grabación, Arnie Acosta masterizó el álbum en The Mastering Lab, un estudio ubicado en Hollywood, California. All in Love Is Fair contenía nueve canciones. El álbum incluye «Tell the Truth», uno de los pocos temas escritos por Wilson. El lanzamiento de All in Love Is Fair también incluyó canciones escritas por compositores establecidos. Esto incluyó a Paul McCartney, Stevie Wonder y Jimmy Webb.

## Recepción de la crítica
Un escritor no especificado de la revista Cash Box declaró: “Wilson demostró que tenía calidad de estrella en los años 1960 y aquí está, en 1974, todavía haciendo las mismas grandes cosas musicalmente que la llevaron a la cima de las listas pop en 1963 con «How Glad I Am». La canción que da nombre al álbum, una composición de Stevie Wonder, marca el ambiente de este LP con la suave voz de Nancy transmitiendo el mensaje de manera hermosa”.

## Lista de canciones
| Lado uno |                              |                         |          |  |
| N.º      | Título                       | Escritor(es)            | Duración |  |
| 1.       | «You're Right as Rain»       | Thom Bell Linda Creed   | 3:08     |  |
| 2.       | «Try It, You'll Like It»     | Johnny “Guitar” Watson  | 4:46     |  |
| 3.       | «There'll Always Be Forever» | Dee Ervin DeeDee McNeil | 3:00     |  |
| 4.       | «All in Love Is Fair»        | Stevie Wonder           | 4:03     |  |
| 5.       | «Streetrunner»               | Billy Page Gene Page    | 3:23     |  |

| Lado dos |                            |                               |          |  |
| N.º      | Título                     | Escritor(es)                  | Duración |  |
| 1.       | «Ocean of Love»            | Ray Parker, Jr.               | 3:06     |  |
| 2.       | «To Make It Easier on You» | Jimmy Webb                    | 4:12     |  |
| 3.       | «Tell the Truth»           | Tennyson Stevens Nancy Wilson | 3:21     |  |
| 4.       | «My Love»                  | Paul McCartney                | 3:34     |  |

## Créditos y personal
Créditos adaptados desde las notas de álbum de All in Love Is Fair.
Músicos
- Nancy Wilson – voz principal
- Joe Clayton – conga
- Ed Greene – batería
- Scott Edwards – bajo eléctrico
- Gary Coleman – percusión
- Larry Muhoberac – teclados
- Sylvester Rivers – teclados
- Michel Rubini – teclados
- David Cohen – guitarra
- Ray Parker, Jr. – guitarra
- Dean Parks – guitarra
- David T. Walker – guitarra
- Wah Wah Watkins – guitarra
- George Bohanon – trombón
- Gene Cipriano – corno inglés, oboe
- Tom Scott – flauta, saxofón tenor y soprano
- Marti McCall – coros
- Carolyn Willis – coros
- Edna Wright – coros

Personal técnico
- Gene Page – productor, arreglos, conductor
- Dave Hassinger – ingeniero de audio
- Val Garay – ingeniero de audio
- Arnie Acosta – masterización
- Larkin Arnold – productor ejecutivo
- Olivia Page – coordinadora
- Roy Kohara – director artístico

## Posicionamiento
| Gráfica (1974)                            | Pico de posición |
| ----------------------------------------- | ---------------- |
| Estados Unidos (Billboard Top LPs & Tape) | 97               |
| Estados Unidos (Billboard Soul LPs)       | 11               |